# Gaetano Invernizzi
Gaetano Invernizzi (Acquate, 11 ottobre 1899 – Milano, 23 marzo 1959) è stato un politico, partigiano e sindacalista italiano.

## Biografia
Nato ad Acquate presso Lecco in una famiglia artigiana, si arruola nel regio esercito per partecipare come volontario alla prima guerra mondiale.
Fervente antifascista, emigra in Francia, dove si avvicina all'impegno sindacale e dove, nel 1925, sposa Francesca Ciceri. Si trasferisce in Unione Sovietica, per rientrare come clandestino in Italia nel 1935.
Nel 1936 viene arrestato e condannato a 14 anni di reclusione. Viene scarcerato il 14 luglio 1943; dopo l'armistizio si rifugia con la moglie sulle montagne del lecchese. Qui i coniugi Invernizzi organizzano la prima formazione partigiana della zona, la Brigata "Carlo Pisacane". Annientata dal primo scontro con le forze nazifasciste, la Brigata si scioglie e Invernizzi trova riparo a Milano. Continua nel capoluogo lombardo la sua attività organizzativa, fino alla Liberazione.
Viene eletto deputato nella I Legislatura nelle file del Partito Comunista Italiano e nel 1951 è chiamato da Giuseppe Di Vittorio a dirigere il sindacato alimentaristi della CGIL. Nel 1954 gli viene riscontrato un tumore che lo allontana definitivamente dalla vita politica e sindacale.